# Barrage de Foum Gleita
Le barrage de Foum Gleita est le plus important barrage de Mauritanie. Il est de type voûte et est situé sur la rivière Gorgol, dans la région du même nom. Il fait partie de la commune de Foum Gleita, qui lui a donnée son nom.

## Construction
Il est construit de 1980 à 1983 avec pour principal objectif l’agriculture irriguée, pour permettre le développement agricole de la région.

## Exploitation
Avec une réserve utile de 400 millions de m3 à son niveau maximum normal, il peut fournir l’eau d’irrigation pour plus de 20 000 ha, alors qu'en 2017 seulement 4 500 ha de cultures irriguées ont été exploités.
Il permet le développement de la culture du riz et du maraîchage dans les communes proches.